# Rafael Candel
Rafael Candel Jiménez (Albacete, 25 de diciembre de 1947) es un empresario y dirigente deportivo español. Fue presidente del Albacete Balompié entre 1988 y 1993, en la época dorada del club en Primera División del conocido como queso mecánico, y entre 2009 y 2013.

## Biografía
Nació el 25 de diciembre de 1947 en Albacete. Con 21 años comenzó su actividad empresarial en la empresa familiar Candel Hierros. La estrategia de transformación de productos siderúrgicos propició la aparición de nuevas empresas del sector, conformando un grupo de 1500 trabajadores del que actualmente forman las siguientes empresas: Grupo Hierros y Transformados y Metalpanel, Grupo Ferralia, Albasistemas y Cerramientos, Metalperfil y Hoteles de la Mancha (Gran Hotel).
Fue vicepresidente de Adeca y directivo de FEDA. En 1988 se convirtió en presidente del Albacete Balompié, etapa en la que el club alcanzó sus mayores logros al ascender en dos años de Segunda División B a Primera División en un equipo que era conocido como el queso mecánico y que alcanzó la séptima posición en su primera temporada en la liga de las estrellas. En 1993 fue sucedido por José Vicente García Palazón.
También fue presidente de los diarios El Pueblo de Albacete y Gente de Albacete y consejero de Taurina Hispalense (plaza de toros de Las Ventas). En 2009 volvió a coger el timón como presidente del Albacete Balompié hasta 2013. En la actualidad ejerce como presidente de honor del club.

## Reconocimientos
- Premio San Juan al mérito empresarial (2018)
- Premio CECAM (2019)